# Тягло, Владимир Николаевич
Влади́мир Никола́евич Тя́гло (укр. Володимир Миколайович Тягло; 24 июня 1947, Катериновка, Харьковская область — 3 июля 2021, Харьков) — советский партийный деятель, политик, чиновник и дипломат. Председатель Харьковского областного совета.

## Биография
Родился 24 июня 1947 года в селе Катериновка Лозовского района Харьковской области. Его отец был рабочим, а его мама работала сельским учителем.
В 1970 году окончил Харьковский институт механизации и электрификации сельского хозяйства.
В 1970 году работал помощником бригадира тракторной бригады.
С 1971 по 1981 год был главным инженером и механиком колхоза им. С. Орджоникидзе в Лозовском районе Харьковской области.
С 1981 по 1986 год председатель колхоза им. XX съезда КПСС в Лозовском районе Харьковской области.
В 1986 году был избран секретарём Лозовского горкома КПУ.
С 1987 по 1990 год работал председателем Лозовского райисполкома.
В марте 1990 года избран депутатом Харьковского областного совета баллотировался по избирательному округу № 174.
5 мая 1990 года избирается заместителем председателя областного совета.
21 апреля 1992 года после тайного голосования без конкурентов избирается председателем совета.
С 2 ноября 1995 по 27 марта 1997 года работал заместителем председателя Харьковской облгосадминистрации.
С 1996 по 2002 год вновь работал председателем Харьковского областного совета.
В 1998 году был избран в Харьковский областной совет в третий раз.
С 22 сентября 1998 по 28 декабря 1999 года работал советником премьер-министра Украины на общественных началах.
C 2 февраля 2002 по 21 июня 2005 года — Чрезвычайный и Полномочный Посол Украины в Республике Армения.
С 21 июня 2005 по 18 января 2008 года — Чрезвычайный и Полномочный Посол Украины в Кыргызской Республике.

## Достижение
Занимал должность президента Украинской ассоциации местных и региональных властей.
Был членом Координационного совета по вопросам местного самоуправления при Президенте Украины и членом рабочей группы по подготовке предложений по развитию местного самоуправления при Президенте Украины, а также советником Премьер-министра Украины.
Есть ранг чрезвычайного и полномочного Посланника Украины первого класса.

## Личная жизнь
Был женат, имел двух взрослых детей, есть внуки.

## Награды
Имел государственные награды.
Награждён орденами «Знак почёта», «За заслуги» ІІІ степени, орденом князя Владимира ІІІ степени.
6 ноября 2001 года награждён Почётной грамотой Кабинета министров Украины с вручением памятного знака.
28 августа 2000 года награждён Почётной Грамотой Центральной избирательной комиссии.
C 2009 года почётный гражданин Харьковской области.